# Entreprise romande
Entreprise romande, anciennement L'Ordre professionnel, est un bimensuel économique suisse francophone. Il a été fondé en 1933 et est l’organe de la Fédération des entreprises romandes Genève.
Initialement hebdomadaire, il est devenu bimensuel en 2010. Depuis août 2023, le journal est disponible également en ligne.